# Viscosimètre de Marsh

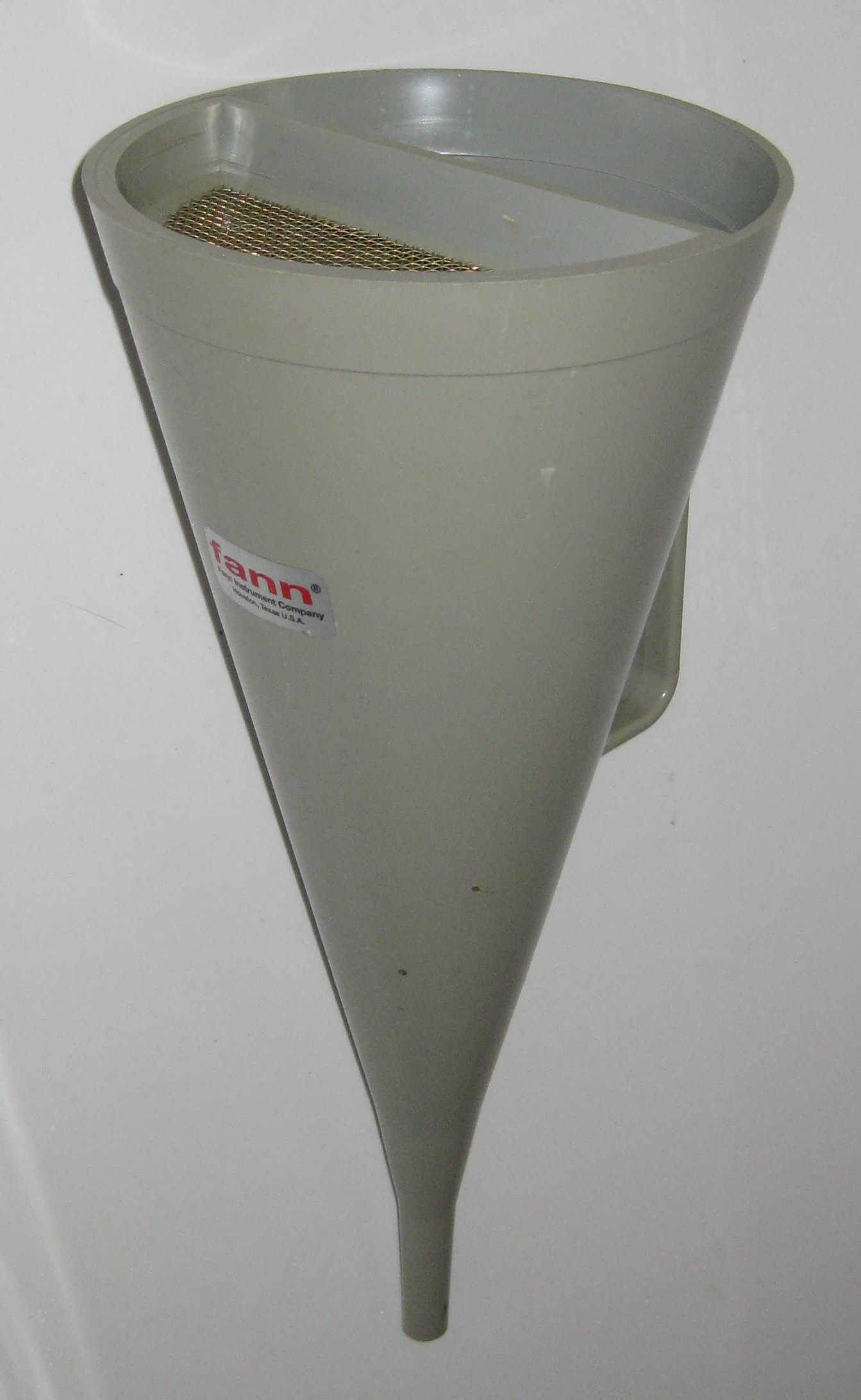
Viscosimètre de Marsh: plastique avec ajutage en laiton et tamis.

L'entonnoir de Marsh ou viscosimètre de Marsh est un appareil simple pour mesurer la viscosité, en observant le temps qu'il faut à un volume connu de liquide pour s'écouler d'un entonnoir à travers un tube court appelé ajutage. Il est normalisé pour être utilisé par les ingénieurs de boues de forage pour vérifier la qualité de la boue de forage. D'autres entonnoirs avec des géométries et des arrangements d'orifices différents sont appelés entonnoirs d'écoulement (flow cones), mais ont le même principe de fonctionnement.
Lors de l'utilisation, l'entonnoir est maintenu verticalement avec l'extrémité de l'ajutage fermée par un doigt. Le liquide à mesurer est versé à travers le tamis pour éliminer les particules qui pourraient bloquer l'ajutage. Lorsque le niveau de liquide atteint le tamis, la quantité à l'intérieur est égale au volume nominal. Pour prendre la mesure, le doigt est relâché lors du démarrage d'un chronomètre et le liquide peut s'écouler dans un récipient de mesure. Le temps en secondes est enregistré comme mesure de la viscosité.

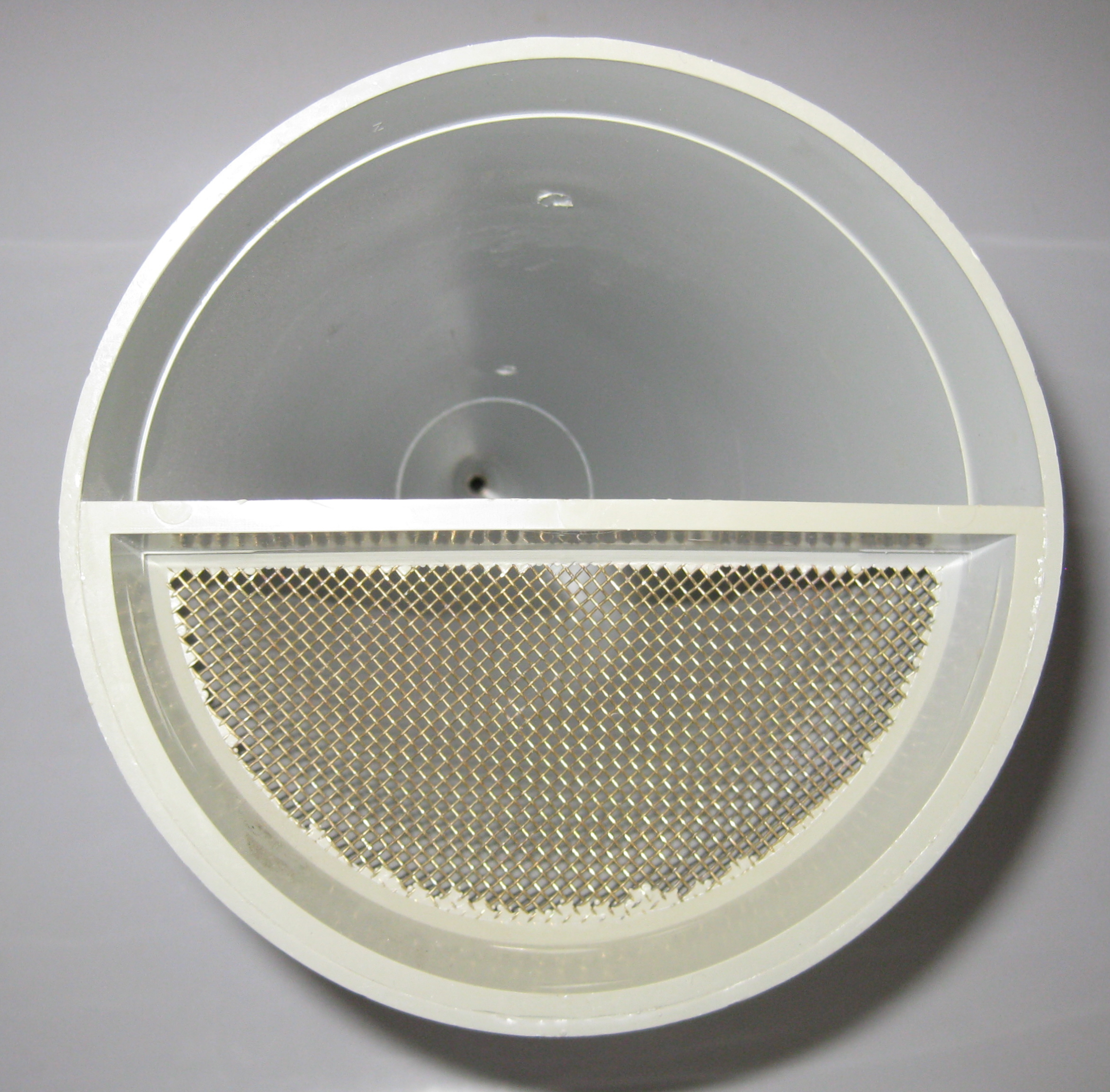
Vue de dessus de l'entonnoir de Marsh montrant le tamis à travers lequel le fluide de forage est versé pour retenir les particules qui ne passeraient pas à travers l'orifice de l'ajutage.

## Viscosimètre de Marsh
Basé sur une méthode publiée en 1931 par H.N.Marsh, un viscosimètre de Marsh est un entonnoir d'écoulement avec un rapport de forme de 2:1 et un volume utile d'au moins un litre. Un viscosimètre de Marsh est un entonnoir Marsh avec un orifice particulier et un volume de travail de 1,5 litre. Il se compose d'un entonnoir de 6 pouces (152 mm) de diamètre et 12 pouces de hauteur (305 mm) au sommet duquel est fixé un ajutage de 2 pouces (50,8 mm) de long et 3/16 pouces (4,76 mm) diamètre intérieur. Un tamis de 10-mesh est fixé près du sommet sur la moitié du cône.
Dans la pratique américaine (et celle de la plupart de l'industrie pétrolière), le volume collecté est un quart (¼ gallon US soit environ 0,95 l). Si de l'eau est utilisée, le temps doit être de 26 +/- 0,5 secondes. Si le temps est inférieur, l'ajutage est probablement agrandi par l'érosion, s'il est plus long, il peut être bloqué ou endommagé, et l'entonnoir doit être remplacé. Dans certaines entreprises, et en Europe en particulier, le volume collecté est d'un litre, pour lequel la viscosité en eau doit être de 28 secondes. Marsh lui-même collecta 0,50 litre, pour lequel le temps était de 18,5 secondes.
La durée du viscosimètre de Marsh (Marsh funnel time) est souvent appelée viscosité de Marsh (Marsh funnel viscosity) et représentée par l'abréviation FV. L'unité (secondes) est souvent omise. Formellement, le volume doit également être indiqué. La viscosité Marsh (pour un quart) pour les boues de forage typiques est de 34 à 50 secondes, bien que les mélanges de boue pour faire face à certaines conditions géologiques peuvent avoir un temps de 100 secondes ou plus.
Bien que l'utilisation la plus courante soit pour les boues de forage, qui ne sont pas des fluides newtoniens, le viscosimètre de Marsh n'est pas un rhéomètre, car il ne fournit qu'une mesure sous une seule condition de débit. Cependant, la viscosité effective peut être déterminée à partir de la formule simple suivante.
μ = ρ (t - 25)
où μ = viscosité effective en centipoises, ρ = densité en g / cm³, t = temps d'entonnoir en secondes pour un quart.
Par exemple, une boue d'une viscosité Marsh de 40 secondes et d'une densité de 1,1 g/cm3 a une viscosité effective d'environ 16,5 cP. Pour la plage de temps des boues typiques ci-dessus, le taux de cisaillement dans le viscosimètre de Marsh est d'environ 2 000 s−1.

## Autres viscosimètres Marsh
Le terme viscosimètre de Marsh est également utilisé dans les industries du béton et du pétrole. La norme européenne EN445 et la norme américaine C939 pour la mesure des propriétés d'écoulement des mélanges de coulis de ciment spécifient un entonnoir similaire au viscosimètre de Marsh. Certains fabricants fournissent des appareils qu'ils appellent viscosimètre de Marsh, avec des ajutages amovibles de taille allant de 5 à 15 mm. Ceux-ci peuvent être utilisés pour le contrôle de la qualité en sélectionnant un ajutage qui donne un temps convenable, disons 30 à 60 secondes.